# Calliergon montanum
Calliergon montanum là một loài rêu trong họ Amblystegiaceae. Loài này được Lindb. Kindb. mô tả khoa học đầu tiên năm 1897.